# Nowa Gazeta (1993)
Nowa Gazeta – dziennik ogólnopolski, założony w trakcie kampanii wyborczej przed wyborami parlamentarnymi w 1993, przez środowiska związane z centroprawicą (gł. popierające obóz prezydencki Lecha Wałęsy i BBWR, ale również PC i RdR), wydawana przez Koncern Wydawniczy. Po klęsce wyborczej rozproszonej centroprawicy gazeta przestała się ukazywać. 
Publikowali w niej m.in. Tadeusz Szyma, Ryszard Legutko, Jacek Kwieciński, a wśród dziennikarzy pracowali m.in. Amelia Łukasiak, Krzysztof Karwowski – szef działu krajowego, Marek Jurczyński – szef działu zagranicznego, Paweł Siennicki i Marek Krukowski.